# Једанаестоугао
У геометрији, једанаестоугао је многоугао са једанаест темена и једанаест страница.

### Правилни једанаестоугао
Правилни једанаестоугао је једанаестоугао код кога су све странице једнаке дужине и сви унутрашњи углови једнаки.

Сваки унутрашњи угао правилног једанаестоугла има 147° (степени), а збир свих унутрашњих углова било ког једанаестоугла износи 1620°.

Ако му је основна страница дужине {\displaystyle a\,\!}, површина правилног једанаестоугла се одређује формулом

{\displaystyle P={\frac {11a^{2}}{4}}\mathop {\mathrm {ctg} } \,{\frac {\pi }{11}}\approx 9.36564a^{2}}.

Површина се може израчунати и са

{\displaystyle P={\frac {11}{2}}R^{2}\sin {\frac {2\pi }{11}}=11r^{2}\mathop {\mathrm {tg} } \,{\frac {\pi }{11}}}

где је {\displaystyle R} - полупречник описаног круга, а {\displaystyle r} - полупречник уписаног круга.

Обим правилног једанаестоугла коме је страница дужине {\displaystyle a\,\!} биће једнак {\displaystyle 11a\,\!}.

### Конструкција
Правилни једанаестоугао се не може конструисати уз помоћ лењира и шестара.